# Enoplognatha wyuta
Enoplognatha wyuta là một loài nhện trong họ Theridiidae.
Loài này thuộc chi Enoplognatha. Enoplognatha wyuta được Ralph Vary Chamberlin & Wilton Ivie miêu tả năm 1942.